# Корантен Карью (станция метро)
Корантен Карью (фр. Corentin Cariou) — станция линии 7 Парижского метрополитена, расположенная в квартале Ла-Виллет XIX округа Парижа.
В пешей доступности от станции располагаются два гидрографических объекта: Уркский канал и канал Сен-Дени.

## История
- Станция открылась 5 ноября 1910 года в составе первого пускового участка линии 7 Опера — Порт-де-ля-Виллет под названием «Пон-де-Фландр», по находящемуся рядом со станцией мосту. 10 февраля 1946 года станция была переименована в «Корантен Карью» в память о муниципальном консуле XIX округа Парижа Корантене Мари Карью, убитом фашистскими оккупантами в 1942 году.
- Пассажиропоток по станции по входу в 2011 году, по данным RATP, составил 3 090 833 человек[2]. В 2012 году он вырос до 3 340 314 человек[3], а в 2013 году на станцию вошли 3 178 424 пассажира (163 место по уровню входного пассажиропотока в Парижском метро)[4].

## Галерея

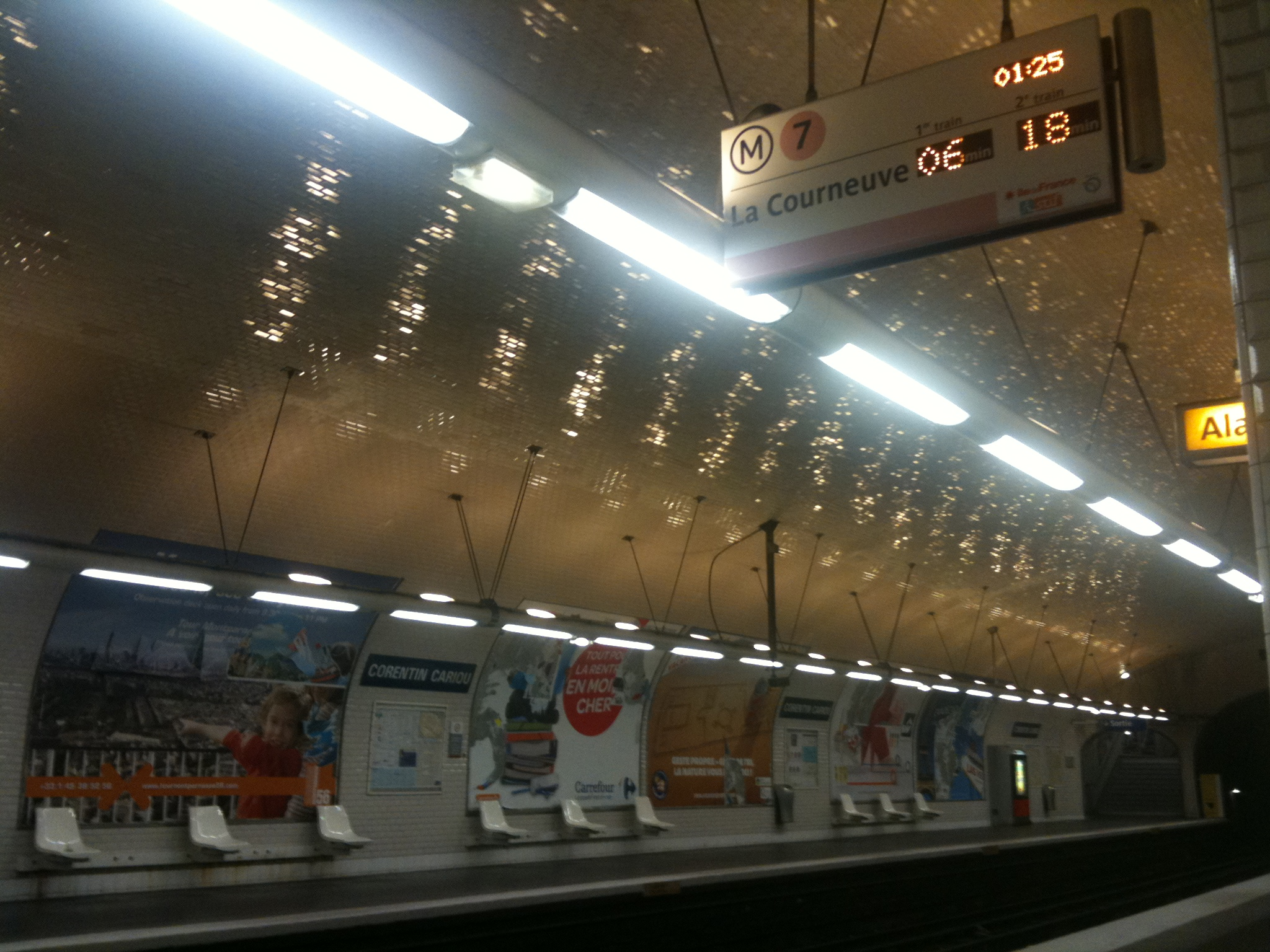
Оформление свода станции
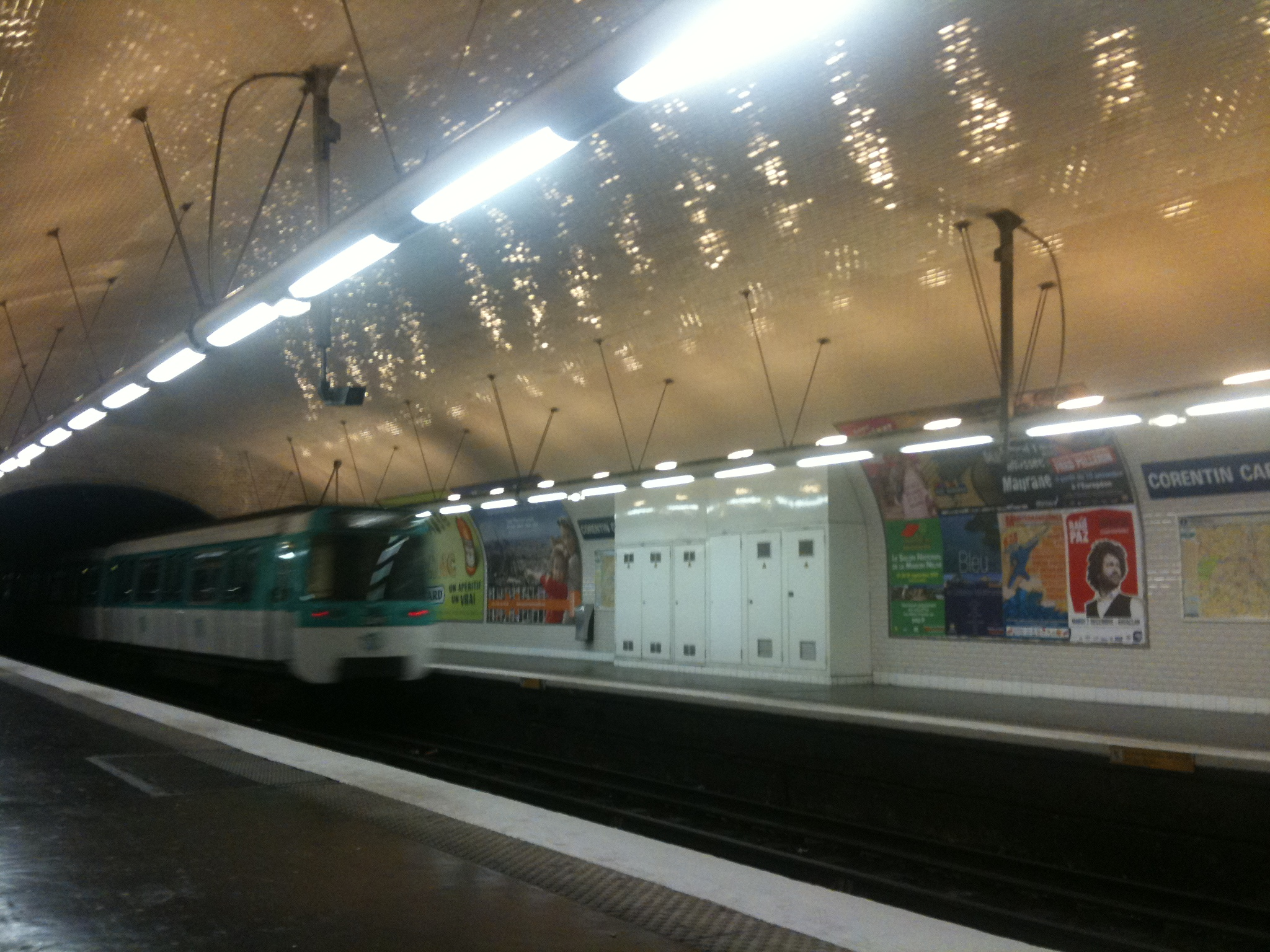
Состав модели MF 77 на станции